# 接合孢子
接合孢子是接合菌的有性孢子，由菌絲長出形態相同或略有不同地配子囊接合而成。

## 結構分裂
接合孢子是由菌絲生出的結構基本相似，形態相同或略有不同的兩個配子囊接合而成。首先，兩個化學誘發，各自向對方伸出極短的特殊菌絲，稱為接合子梗（zyophore）。性質協調的兩個接合子梗成對地相互吸引，並在它們的頂部融合形成融合膜。兩個接合子梗的頂端膨大，形成原配子囊。而後，在靠近每個配子囊的頂端形成一個隔膜--配了囊隔膜，使二者都分隔成兩個細胞，即一個頂生的配子囊柄細胞，隨後融合膜消解，兩個配子囊發生質配，最後核配。由兩個配子囊融合而成的細胞，起初叫原接合配子囊。原接合配子囊再膨大發育成厚而多層的壁，變成顏色很深、體積較大的接合孢子囊，在它的內部產生一個接合孢子。應該強調的是，接合孢子囊和接合孢子在結構上是不相同的。接合孢子經過一定的休眠期，在適宜的環境條件下，萌發成新的菌絲。

## 孢子分類
根據產生接合孢子菌絲來源或親和力不同，一般可分為同宗配合和異宗配合兩類。例如毛霉目中就存在這兩種類型。所謂同宗配合，即每一菌體都是自身可孕的，不靠別的菌體幫助而能獨立地進行有性生殖。顯然，沒有兩性異體的黴菌是同宗配合的。如有性根霉單一的孢囊孢子萌發後，所形成的菌絲體，當相鄰兩菌絲靠近時，經過如前所述的過程，便可產生接合孢子。甚至同一菌絲的分枝間也可接觸而形成接合孢子。所謂異宗配合，是指每一菌體都是自身不孕的，不管它是否雌雄同體，都需要藉助別的可親和菌體的不同交配型來進行有性生殖。換言之，接合孢子的產生需兩種不同質的菌絲相遇後才能形成，而這兩種有親和力的菌系，在形態上並無什麼區別。毛霉目中多數種如匐枝根霉、高大毛霉等均以此方式形式接合孢子。異宗配合來自不同質菌絲，那麼如何辨認它們呢?這兩種菌絲分化形成的配子囊，二者在形態、大小上無法區別，更無雌雄之分，但生理上確有差異，所以常用接合作用來判斷。一般以「+」和「-」來表示兩個不同質的細胞，即認定一種配子囊為「+」，凡能與之結合形成接合孢子的配子囊則為「-」，否則為「+」。

## 額外連結
- Definition of zygospore
- A more detailed description of a zygospore （页面存档备份，存于）